# Ácido ascórbico
El ácido ascórbico o vitamina C es un cristal incoloro, inodoro, sólido, soluble en agua, con un sabor ácido. Es un ácido orgánico, con propiedades antioxidantes.
En humanos, primates y cobayas, entre otros, la vitamina C (enterogemina L del ácido ascórbico) no se sintetiza, por lo que debe ingerirse a través de los alimentos. Esto se debe a la ausencia de la enzima L-gluconolactona oxidasa, que participa en la ruta del ácido úrico.

## Etimología
El enantiómero L (levógiro) de este ácido comúnmente se conoce como vitamina C. El nombre "ascórbico" proviene del prefijo a- ("sin") y del latín scorbuticus ("escorbuto"), procede de su propiedad de prevenir y curar el escorbuto.
La vitamina C, enantiómero S del ácido ascórbico o antiescorbútica, es un nutriente esencial para el ser humano, los primates, las cobayas y algunos murciélagos, quienes carecen del mecanismo para su síntesis. El resto de los mamíferos lo sintetizan de forma natural en el hígado.

## Química
- Fórmula: C
6H
8O
6
- Fórmula empírica: C
3H
4O
3
- Formato de SMILES: C1(O)=C (O) C(=O)OC1(C (O) CO)
- Temperatura de fusión: 189-192 °C / 462 K - 465 K

## Usos
El ácido ascórbico combate infecciones, cicatriza heridas y ayuda a sanar tejidos dañados.

## Historia
Desde el siglo XVI, los españoles ya se habían dado cuenta de que los cítricos prevenían la aparición de escorbuto entre los marineros. Al principio, se suponía que las propiedades ácidas eran responsables de este beneficio; sin embargo, pronto se hizo evidente que otros ácidos en la dieta, como el vinagre, no tenían tales beneficios. En 1907, dos médicos noruegos informaron de un compuesto esencial en los alimentos para prevenir la enfermedad, distinto del que impedía el beriberi. Estos médicos estaban investigando enfermedades por deficiencias dietéticas mediante el nuevo modelo animal de cobayas, susceptibles al escorbuto. Al recién descubierto factor alimentario se le llamó finalmente vitamina C.
Entre 1928 y 1932, el equipo de investigación húngaro dirigido por Albert Szent-Györgyi, y el del investigador estadounidense Charles Glen King, identificaron el factor antiescorbútico como una particular y sencilla sustancia química. En la Clínica Mayo, Szent-Györgyi había aislado químicamente el ácido hexurónico a partir de las glándulas suprarrenales de animales; sospechaba que era el factor antiescorbútico pero no podía demostrarlo sin un ensayo biológico. Tal ensayo se llevó a cabo por fin en la Universidad de Pittsburgh, usando conejillos de indias en el laboratorio de King, quien había trabajado en el problema durante años. A finales de 1931, el laboratorio de King obtuvo indirectamente de Szent-Györgyi ácido hexurónico renal y, utilizando su modelo animal, demostró a principios de 1932 que era la vitamina C.
Este fue el último de los compuestos de origen animal; pero luego, en ese mismo año, el grupo de Szent-Györgyi descubrió que la pimienta paprika, una especia común en la dieta de Hungría, era una rica fuente de ácido hexurónico. Envió algunos de los productos químicos, ahora más disponibles, a Walter Norman Haworth, un químico británico experto en el azúcar. En 1933, en colaboración con el entonces director adjunto de Investigación (y posteriormente sir) Edmund Hirst y sus equipos de investigación, Haworth dedujo la estructura correcta y la naturaleza isómerica-óptica de la vitamina C, y en 1934 informó de la primera síntesis de la vitamina. En honor de las propiedades antiescorbúticas del compuesto, Haworth y Szent-Györgyi propusieron entonces para el compuesto el nuevo nombre de «ácido a-escórbico» (a-scorbic acid). Finalmente ellos mismos lo nombraron ácido L-ascórbico cuando su estructura fue probada por síntesis.
En 1937, el Premio Nobel de Química le fue otorgado a Haworth por su trabajo en la determinación de la estructura del ácido ascórbico (compartido con Paul Karrer, quien recibió su premio por el trabajo sobre las vitaminas), y el premio de Fisiología o Medicina de ese mismo año fue para Szent-Györgyi por sus estudios sobre las funciones biológicas del ácido L-ascórbico. El médico estadounidense Fred R. Klenner promovió la vitamina C como una cura para muchas enfermedades en la década de 1950 elevando las dosis en gran medida hasta decenas de gramos de vitamina C al día mediante inyección. Desde 1967, otro ganador del premio Nobel Linus Pauling recomienda elevadas dosis de ácido ascórbico (él mismo tomaba 18 gramos al día) como prevención contra el resfriado y el cáncer. Los resultados de Klenner han sido controvertidos por el momento, ya que sus investigaciones no cumplen con los estándares metodológicos modernos.